# Karl Waldbrunner
Karl Waldbrunner (25. listopadu 1906 Vídeň, Rakousko-Uhersko – 5. června 1980 Vídeň, Rakousko) byl rakouský politik Sociálně demokratické strany Rakouska.

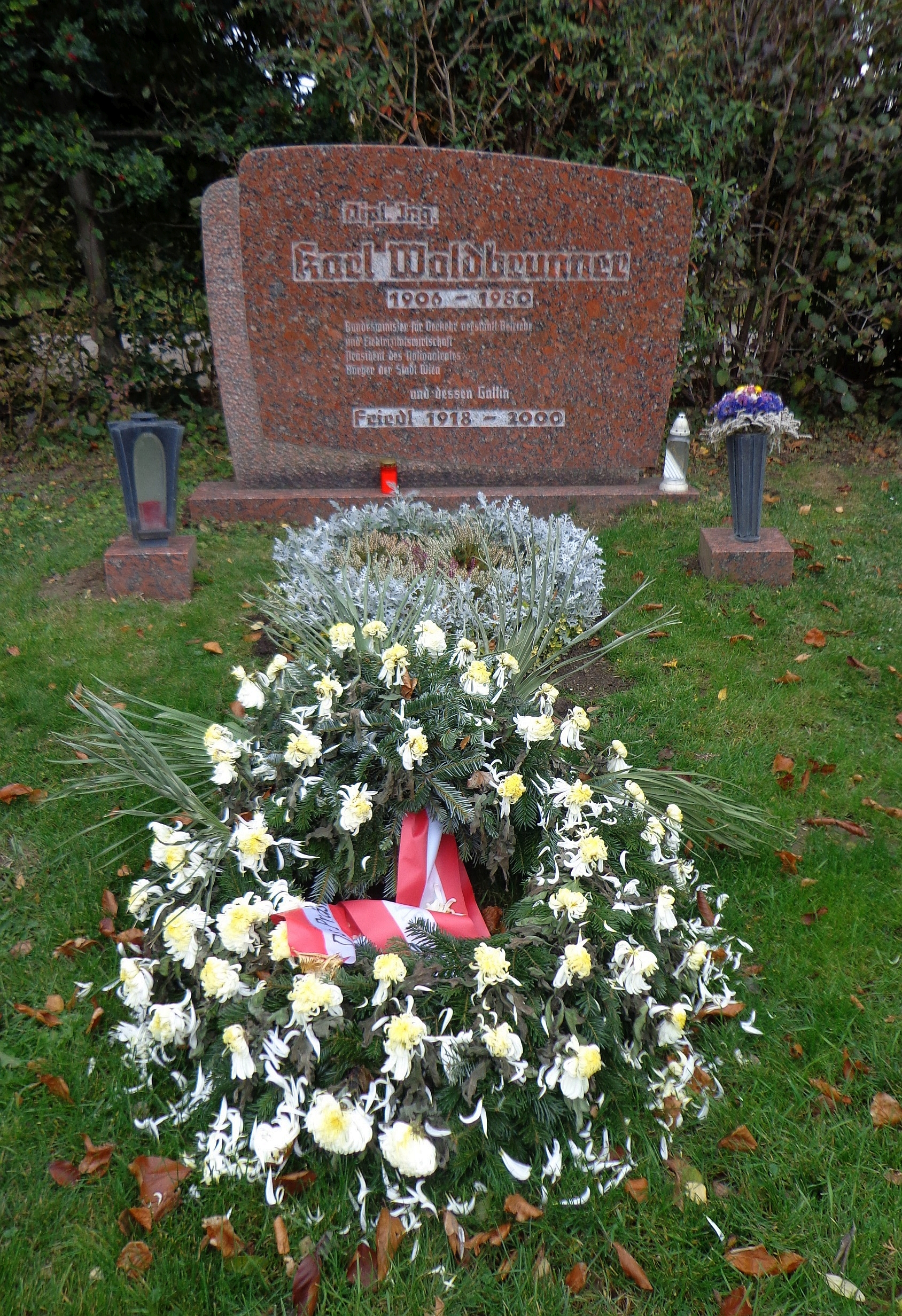
Wiener Zentralfriedhof - Gruppe 14 C - hrob Karla Waldbrunnera

## Život
Po maturitě studoval elektrotechniku na Technické univerzitě ve Vídni. V roce 1932 odešel do Sovětského svazu a zde pracoval do roku 1937 jako vedoucí inženýr. Po návratu do Rakouska pracoval až do konce druhé světové války u firmy Schoeller-Bleckmann Stahlwerke. Prosadil stavbu vídeňské městské dráhy S-BAHN jejíž první linka byla otevřena v lednu 1962, dnes má S-Bahn už 13 linek na 126 kilometrech tratí ve Vídni a v jejím okolí.

## Funkce
- 1945–1971 člen parlamentu
- 1949–1956 spolkový ministr dopravy
- 1956–1962 spolkový ministr dopravy
- 1962–1970 podpředseda parlamentu
- 1970–1971 předseda parlamentu